# James G. Flanagan
James G. Flanagan je americký kulturní antropolog a etnolog.
Na University of Southern Mississippi vyučuje obor antropologie. Zabývá se příbuzenstvím u kmene Haruai (Papua Nová Guinea) a politickou antropologií. Vede také program irských studií – Summer Irish Studies Program.

## Knihy
- Flanagan, James G., 1983. Wovan Social Organization – disertační práce, University of Pennsylvania (knihovna etnologie FF UK)